# Təklə (Masallı)
Təklə è un comune dell'Azerbaigian situato nel distretto di Masallı. Conta una popolazione di 1 623 abitanti.